# Papa Stefano VI
Stefano VI o VII secondo una diversa numerazione (Roma, ... – Roma, ottobre 897) è stato il 113º papa della Chiesa cattolica dall'896 al 14 agosto 897.

## Biografia

### Origini e carriera ecclesiastica
Secondo la tradizione, sarebbe stato di origine romana e figlio di un prete di nome Giovanni. Fu nominato, nell'891, vescovo di Anagni da papa Formoso, forse contro la sua volontà, in quanto l'essere a capo di una diocesi implicava l'esclusione dall'elezione a vescovo di Roma.

### Pontificato

#### Elezione
Morto Bonifacio VI di gotta dopo appena quindici giorni di pontificato, Stefano divenne Papa in un momento imprecisato tra maggio e agosto del 896, data del primo documento che lo attesta come papa.
Prima che il legittimo imperatore Arnolfo di Carinzia potesse influire sulla nomina papale con qualche suo candidato, Stefano era stato posto sul soglio pontificio a seguito delle pressioni del partito filo-spoletino, che in quel periodo aveva il predominio politico in città, e che era al seguito di Lamberto II di Spoleto (incoronato re d'Italia e imperatore da papa Formoso) e di sua madre Ageltrude. La poca dimestichezza del papa in ambito politico e la totale dipendenza dalla casa spoletina, è dimostrata anche dal fatto che inizialmente Stefano mostrò di riconoscere come imperatore Arnolfo (anch'egli incoronato dallo stesso Formoso), per poi fare marcia indietro in favore di Lamberto appena Ageltrude gli ricordò chi comandava a Roma.

#### Il Sinodo del cadavere

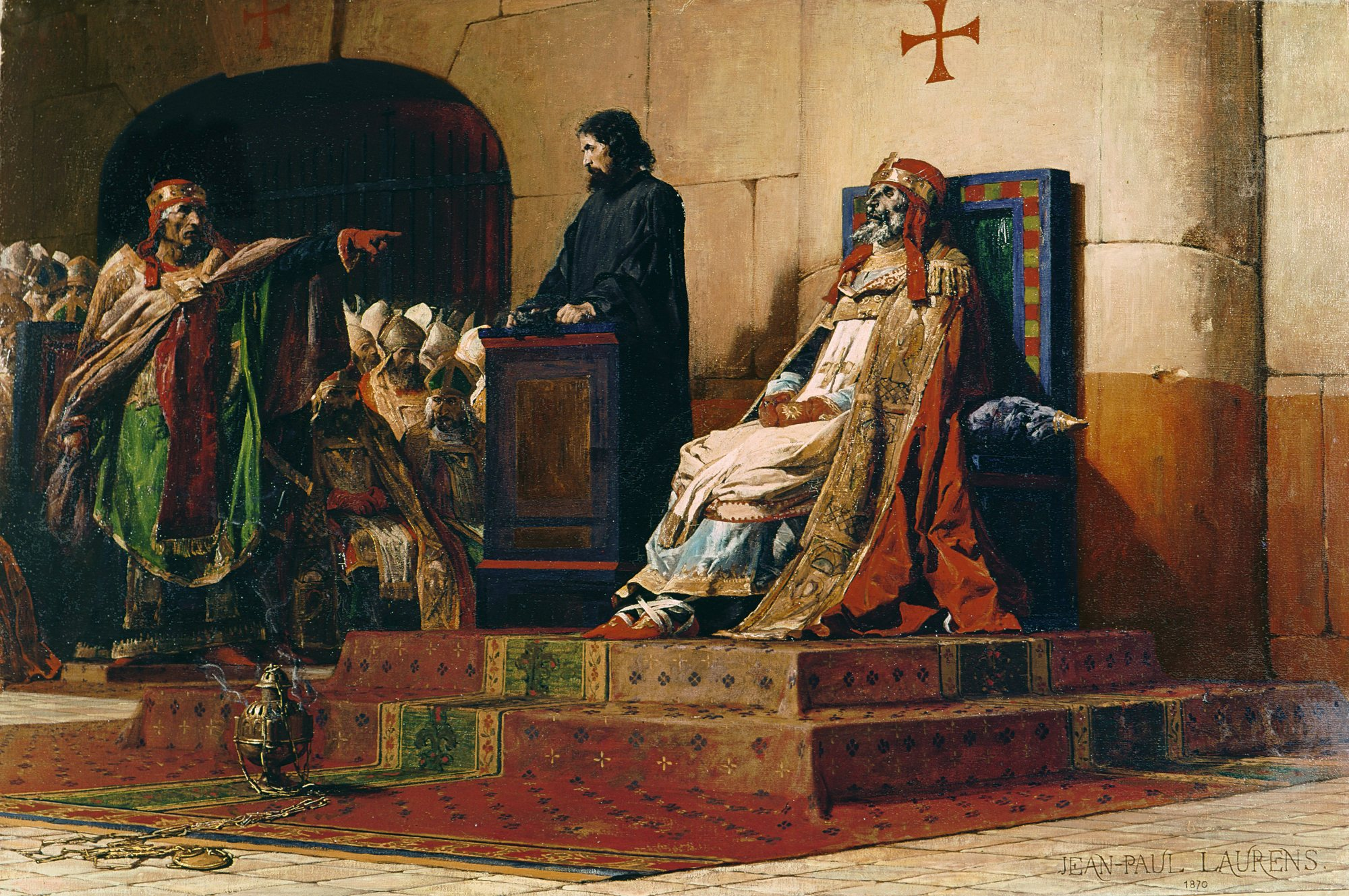
Concilio cadaverico, Jean-Paul Laurens (1870), Nantes, Musée des Beaux-Arts

Nel gennaio dell'897, forse a seguito delle pressioni di Lamberto e Ageltrude, Stefano VI ordinò la celebrazione di un processo, definito poi "sinodo del cadavere" (synodus horrenda), a carico del defunto papa Formoso, pontefice dall'891 all'896, per sacrilegio e tradimento. Formoso (contro il quale la famiglia spoletina nutriva un odio profondo) era ritenuto colpevole di una serie di crimini: essere salito al soglio pontificio grazie all'appoggio del partito filo-germanico, nemico giurato degli spoletini; essere stato consacrato papa benché fosse già vescovo di Porto; aver violato il giuramento fatto a papa Giovanni VIII nell'878, durante il concilio di Troyes, quando, per ottenere la revoca della scomunica, si era impegnato a non mettere mai più piede in Roma.
Il cadavere di Formoso venne dunque esumato, vestito dei paramenti pontifici e collocato su un trono nella basilica lateranense per rispondere di tutte le accuse. A parte la generale decadenza dei costumi e della moralità, anche da parte delle più alte cariche ecclesiastiche, l'unica plausibile spiegazione ad un tale modo di procedere può essere riscontrata nella procedura giudiziaria germanica, che nella celebrazione di un processo esigeva la presenza del corpus delicti, e che dunque consentiva anche la presenza di un cadavere.
Ferdinand Gregorovius, lo storico tedesco del XIX secolo, fornisce una tra le migliori descrizioni, sebbene con forti tinte drammatiche, del clima e della conclusione di tale sinodo:
(Gregorovius)
È dubbio se i vecchi nemici di Formoso, Lamberto II di Spoleto e sua madre Ageltrude siano stati i veri istigatori di Stefano. Se infatti l'annullamento degli atti compiuti da Formoso tornava sicuramente a vantaggio di Stefano, in quanto in tal modo veniva meno la sua nomina vescovile nella diocesi di Anagni e dunque anche l'irregolarità nell'elezione pontificale, per lo stesso motivo si sarebbe potuta ritenere nulla anche l'incoronazione di Lamberto di Spoleto, e la cosa non sarebbe certo tornata a suo vantaggio. È pur vero, però, che pur sapendo a cosa si andava incontro, Lamberto e Ageltrude non fecero nulla per impedire il "processo".

#### Conseguenze del Sinodo del cadavere
Del breve pontificato di Stefano VI (appena un anno e tre mesi) si ricordano, oltre alla synodus horrenda, pochissimi altri atti, praticamente tutti (tranne la concessione di speciali privilegi ad alcune chiese, come quella di Narbonne e di Vézelay) connessi a quel macabro evento, come le forzate dimissioni di alcuni vescovi ordinati da Formoso.
Il processo, infatti, con il conseguente strazio del cadavere, suscitò pochi mesi dopo (estate 897) una rivolta popolare in tutta Roma, con un ritorno di prestigio del partito filo-germanico e un'ondata di indignazione che spinse il popolo alla vendetta per il misfatto compiuto. Papa Stefano ne subì direttamente le conseguenze: venne catturato, deposto e imprigionato a Castel Sant'Angelo, dove nell'ottobre dello stesso anno 897 venne ucciso per strangolamento. Le sue spoglie verranno poi sepolte in San Pietro dall'amico papa Sergio III, nel 907.